# Iain Steel

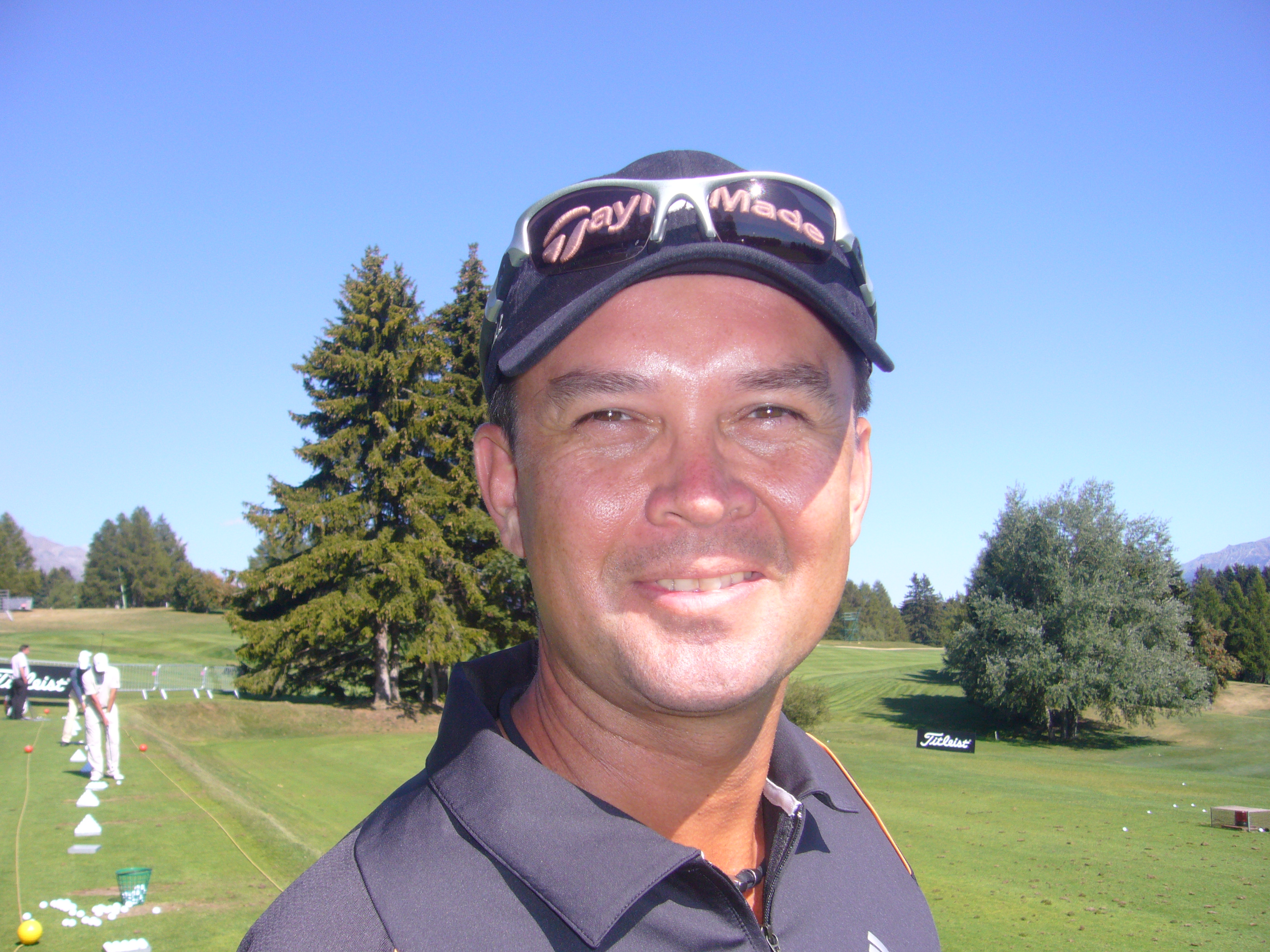
Steel op de European Masters in Crans

Iain Steel  (Sabah, 3 mei 1971) is een golfprofessional uit Maleisië.
Steel werd in 1996 professional en is de eerste speler uit Maleisië die heeft deelgenomen aan het Brits Open.
Eerst speelde Steel op de voorloper van de Nationwide Tour (NT), de Nike Tour. Eind 1997 slaagde hij erin een spelerskaart voor de Amerikaanse PGA Tour te bemachtigen via de Amerikaanse Tourschool. Dit was te hoog gegrepen en in 1999 was hij weer terug op de Nike Tour. In 2001 verloor hij ook daar zijn lidmaatschap en speelde op de Canadese Tour. Eind 2004 ging hij naar de Tourschool in Europa en haalde daar de laatste ronde en kreeg een halve kaart voor de Challenge Tour.
Eind 2005 verloor hij zijn speelrecht. In 2006 probeerde hij de Aziatische PGA Tour, nadat hij vierde was geworden op de Aziatische Tourschool. Daar is hij sindsdien in de top-50.
Steel studeerde in Alabama, en woont daar nu met zijn echtgenote en kind.
2009

Steel speelt seizoen 2009 ook op de Europese PGA Tour, waar hij in november 2008 bij zijn eerste optreden op een gedeelde 6de plaats eindigt op het UBS Hong Kong Open, zijn beste resultaat tot nu toe.

In augustus probeert hij met Danny Chia te kwalificeren voor deelname aan de Omega Mission Hills World Cup. Zestien landen spelen om drie plaatsen. Chih-Bing Lam en Mardan Mamat uit Singapore eindigen op de eerste plaats, Mars Pucay en Angelo Que uit de Filipijnen op de tweede plaats, en Pakistan met Muhammad Shabbir en Muhammad Munir op de derde plaats. Pakistan speelt de World Cup voor de eerste keer. Maleisië eindigt op de vierde plaats en doet niet mee.

## Gewonnen
- 1997: NIKE Boise Open (NT)
- 2001: Alabama Open (VS)
- 2002: Greater Vancouver Classic (Canada)
- 2006: Malaysian PGA Championship